# Adolfo Urzúa Rosas
Adolfo Urzúa Rosas (Chile, 17 de septiembre de 1864 - Santiago de Chile, 13 de junio de 1937) fue un actor, director de cine y teatro, y uno de los pioneros del cine mudo chileno. Su cortometraje Manuel Rodríguez (1910) es considerado la primera película argumental del cine chileno.

## Biografía
Egresado de odontología en 1885, Urzúa se retiró tempranamente de dicho oficio, para dedicarse de lleno al teatro, como formador de actores y como actor de una compañía estable. Ejerció la docencia como profesor de estética e historia del teatro en el Conservatorio Nacional de Música, publicando dos obras, tituladas respectivamente El arte de la declamación y Tratado completo del arte del buen decir (1907).

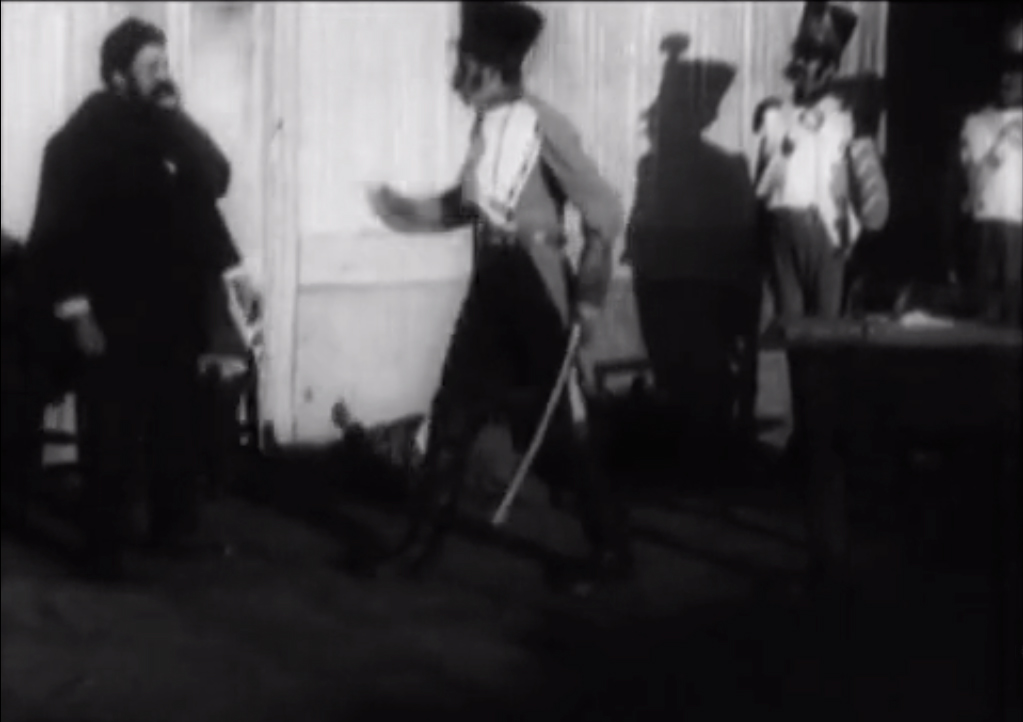
Fotograma de Manuel Rodríguez (1910).

La Compañía Cinematográfica del Pacífico, productora de noticiarios y distribuidora de material audiovisual en el país, contactó a Urzúa para que formara a algunos actores y luego participaran en películas de ficción, algo nuevo en el país por aquella época, donde primaban exclusivamente los documentales. Así en 1910, para el centenario de Chile, el director estrenó su primera película, Manuel Rodríguez, un cortometraje de 20 minutos, considerado la primera película de ficción realizada en el país.
En la revista Cine Gaceta de 1915, el director comentó para una entrevista:

«(...) En 1909 me contrataron con mil pesos mensuales para formar un cuadro de artistas, para imprimir films con argumentos tomados de nuestra Historia Nacional, y se imprimieron dos series de los episodios del célebre guerrillero de la Independencia Manuel Rodríguez. La compañía poseía un laboratorio de primer orden y aunque los artistas apenas tuvieron tres meses de preparación, la prensa y la crítica no tuvieron sino palabras de alabanza para esta primera prueba.»
Adolfo Urzúa Rosas

La película recibió muy buenas críticas. Urzúa alcanzó a grabar algunos otros cortometrajes, y luego la productora se disolvió. Luego de esto, el director se volvió a dedicar casi por completo al teatro, salvo algunas actuaciones esporádicas en películas de otros directores, como Pueblo chico... infierno grande, dirigida por Nicanor de la Sotta, o Norte y sur, dirigida por Jorge Délano y considerada la primera película sonora de Chile.

## Filmografía

### Como director
- 1910 - Manuel Rodríguez (cortometraje)
- 1914 - El billete de lotería (cortometraje)
- 1915 - El violín de Inés (cortometraje)

### Como guionista
- 1910 - Manuel Rodríguez (cortometraje)
- 1915 - El violín de Inés (cortometraje)

### Como intérprete
- 1925 - Pueblo chico, infierno grande
- 1934 - Norte y sur